# Kosti (Soudan)
Kosti ou Kusti (en arabe : كوستي, Kūstī) est une ville soudanaise de l'État du Nil Blanc. Elle est peuplée de 528 468 habitants (estimation 2010), 173 599 au recensement de 1993.

## Géographie
La ville est sur la rive gauche du Nil Blanc, à environ 300 km au sud de Khartoum.

## Histoire
Kosti a été fondée peu après 1899 par le marchand grec Konstantinos « Kostas » Mourikis, qui est arrivé au Soudan avec son frère après la victoire Anglo-égyptienne sur les Mahdistes. Il a ouvert un magasin sur le Nil Blanc, où les pèlerins d'Afrique de l'Ouest se rendaient à La Mecque et sur les routes commerciales du Sud. La colonie s'est rapidement transformée en ville et a été nommée d'après « Kostas », illustrant le rôle important joué par les Grecs au Soudan, en particulier dans le domaine du commerce.